# بیکینی

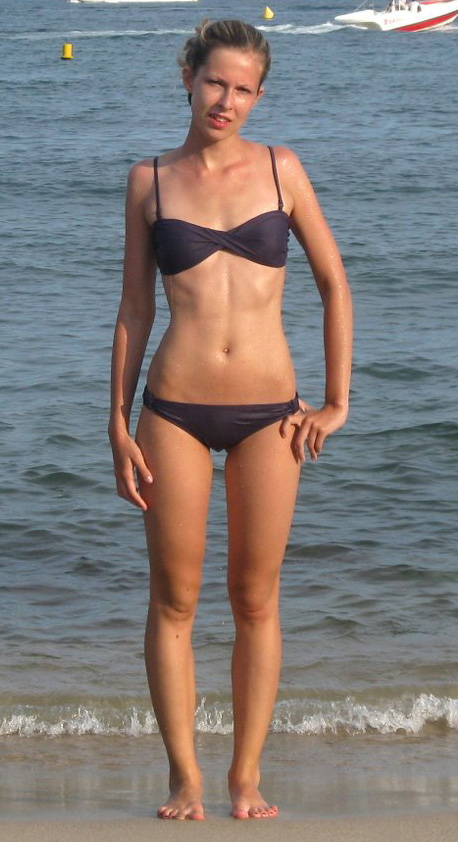
زنی با پوشش بیکینی

بیکینی (به انگلیسی: bikini) لباس شنای دوتکهٔ زنانه‌ای است که قطعهٔ بالاتنه‌اش مثل سینه‌بند پستان‌ها را می‌پوشاند و قطعهٔ پایین‌تنه‌اش از پشت نشیمنگاه و از جلو شرمگاه را مستتر می‌کند، ولی ناف و دیگر قسمت‌های بدن برهنه می‌مانند. اندازهٔ بالاتنه و پایین‌تنهٔ بیکینی در گونه‌های مختلف آن متفاوت است: برخی گونه‌های بیکینی پستان‌ها، ناحیه تناسلی، و نشیمنگاه را کاملاً می‌پوشانند؛ گونه‌های دیگر طرح‌های اجمالی‌تری دارند و ممکن است تنها هاله پستان و ناحیهٔ تناسلی را فقط تا تپه ونوس بپوشانند.
در مهٔ ۱۹۴۶، طراح مد فرانسوی ژاک هایْم لباس شنای دوتکه‌ای را طراحی کرد و نام آن را «اتم» گذاشت. اتم مانند دیگر لباس‌های شنای معاصر خود ناف را می‌پوشاند. طرح هایْم نتوانست توجه چندانی را به خود جلب کند. در ژوئیهٔ همان سال، طراح لباس فرانسوی لویی رآر از طرح لباس شنای دوتکهٔ خود پرده‌برداری کرد که از اتم کوچکتر بود. رآر نام «بیکینی» را برای طرح خود از نام آب‌سنگ حلقوی بیکینی در اقیانوس آرام برگرفت که ایالات متحده آمریکا در آن‌جا به سلسله‌ای از آزمایش‌های هسته‌ای دست زده بود. بیکینی، از آنجا که ناف و بخش عمدهٔ نشیمنگاه را برهنه می‌گذاشت، شرم‌آور قلمداد می‌شد و رآر نتوانست مانکنی را برای نمایش طرح بدن‌نمایش راضی کند، و ازین رو رقصندهٔ برهنهٔ کازینو د پاریس را برای عرضهٔ طرحش در نمایشگاه لباس‌های شنا استخدام کرد.
پذیرش عام بیکینی به‌سبب طرح لخت و جنجالی‌اش فرایندی آهسته بود. برخی کشورها نیز پوشیدن بیکینی را در سواحل و دیگر اماکن عمومی ممنوع کردند. محبوبیت و مقبولیت این لباس شنا پس از آن گسترش یافت که ستارگان سینمایی چون بریژیت باردو، راکل ولچ، و اورزولا اندرس آن را در فیلم‌های سینمایی پوشیدند و با آن در عکس‌های گلامور ظاهر شدند.
تا میانهٔ دههٔ ۱۹۶۰، طرح مینیمالیستی بیکینی در اغلب کشورهای غربی هم به عنوان لباس شنا و هم به عنوان لباس زیر جا افتاده بود. در اواخر قرن بیستم هم استفاده از آن به عنوان لباس ورزشی در ورزش‌هایی چون والیبال ساحلی و بدن‌سازی رواج یافت و و از قِبَل آن هم صنایعی جانبی چون موزدایی بیکینی و برنزه‌سازی بیکینی سر برآورده‌اند. در بازار گونه‌های مختلفی از بیکینی وجود دارد که برخی از آنها عبارتند از مونوکینی، میکروکینی، تانکینی، تریکینی و اسکرتینی. عبارت بیکینی مردانه نیز گاه برای اشاره به مایوهای اسلیپ استفاده می‌شود و گونه‌های متنوعی از لباس‌های زیر مردانه و زنانه با عنوان لباس زیر بیکینی به بازار عرضه شده‌اند.

## ریشه‌شناسی واژه‌ها

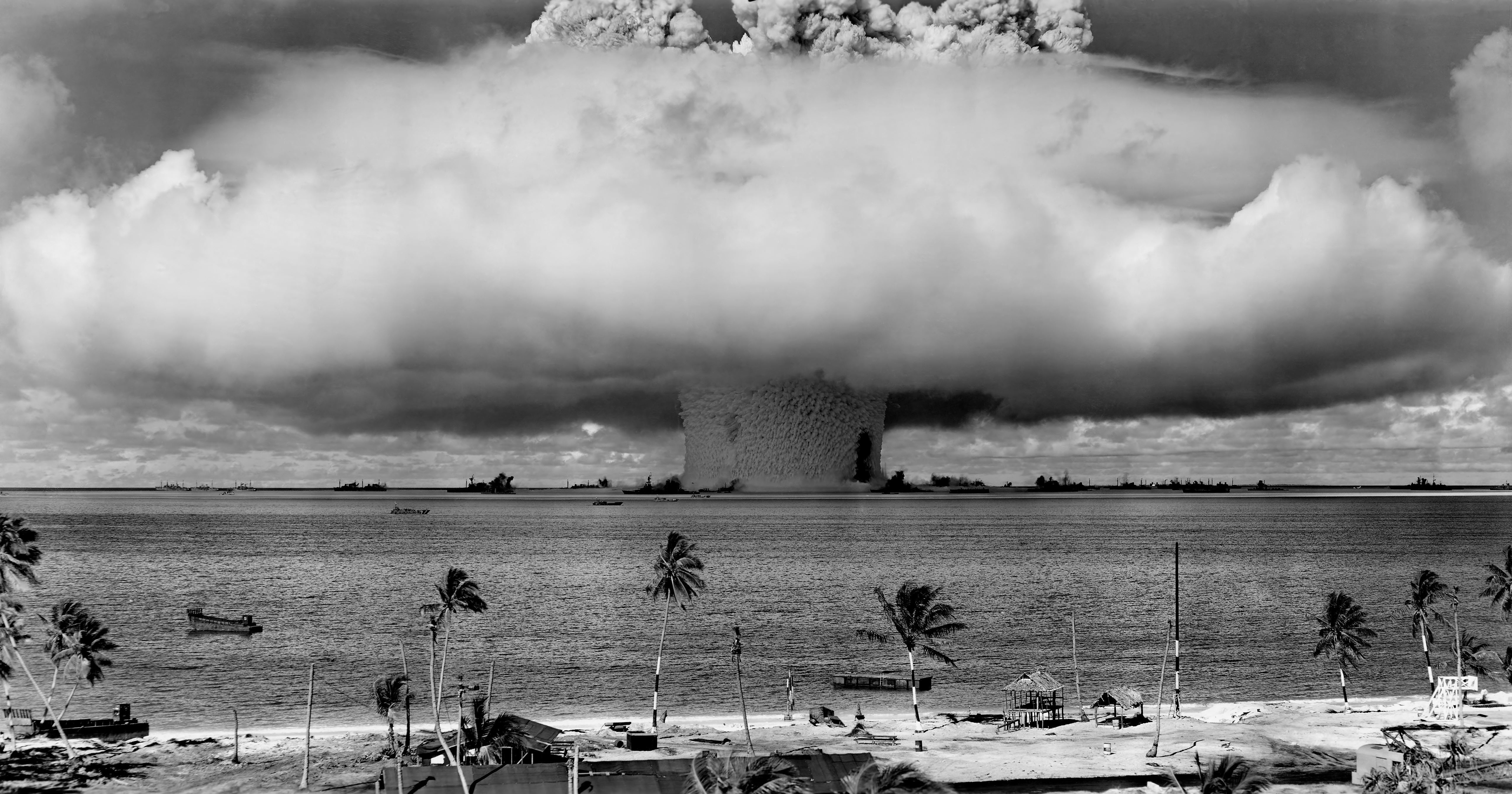
عملیات تقاطع در آب‌سنگ حلقوی بیکینی

طرح مایوهای دوتکه در اروپای دوران قدیم نیز بوده‌است، ولی طرح امروزی آن در ۵ ژوئیه ۱۹۴۶ در شهر پاریس به نمایش عمومی درآمد. طراح این مایوهای دوتکه مهندس مکانیکی اهل فرانسه به نام لویی رآر بود که نام طرح خود را از نام آب‌سنگ حلقوی بیکینی در اقیانوس آرام برگرفت. بیکینی نامی است که استعمارگران آلمانی بر این آب‌سنگ حلقوی گذارده بودند و خود نویسه‌گردانی نام آن در زبان مارشالی است. چهار روز پیش از رونمایی از این مایوهای دوتکه، آمریکا، برای اولین بار در زمان صلح، به آزمایشی هسته‌ای دست زد. این آزمایش، که در آب‌سنگ حلقوی بیکینی انجام گرفت، به عملیات تقاطع موسوم است. رآر امیدوار بود شیوهٔ تحریک‌آمیز طراحی مایوهایش، همچون ترکیدن بمب هسته‌ای در بیکینی، «بازخورد فرهنگی و تجاری انفجاری» ایجاد کند.
در سال ۱۹۶۴، رودی گرنریچ با پسین‌سازی از واژه بیکینی، واژه مونوکینی را برای مایوی یک‌تکه‌ای خود انتخاب کرد. پیشوند بی (‎-bi) در زبان لاتین به معنی «دو» و پیشوند مونو (-mono) به معنی «یک» است.
بعدها طرح‌های دیگری چون تانکینی و تریکینی این اشتقاق معکوس را ادامه دادند. با گذر زمان، «خانوادهٔ ـکینی‌ها» (نامی که ویلیام سفایر بر آن‌ها گذاشت)، که دربرگیرندهٔ «خواهران ـینی» (نامی که اَن کول بر آن‌ها گذاشت) هم می‌شود، به طیفی گسترده از مایوها تبدیل شد که مونوکینی (یا یونیکینی یا نوموکینی)، سیکینی، تانکینی، کمیکینی، هیکینی (یا هیپکینی)، مینی‌کینی، فِیْس‌کینی، بورکینی، و میکروکینی از نمونه‌های آنند. لغت‌نامه‌نویس انگلیسی سوزی دنت در گزارش زبان انتشارات دانشگاه آکسفورد (چاپ ۲۰۰۳) مشاهده و پیگیری ابداعات جدیدی چون باندوکینی و کم‌کینی را امری مهم می‌داند.
بیکینی، که بدواً نشان تجاری ثبت‌شده‌ای برای رآر بود، امروزه یک نشان تجاری عام است.

## تاریخچه

### جهان باستان

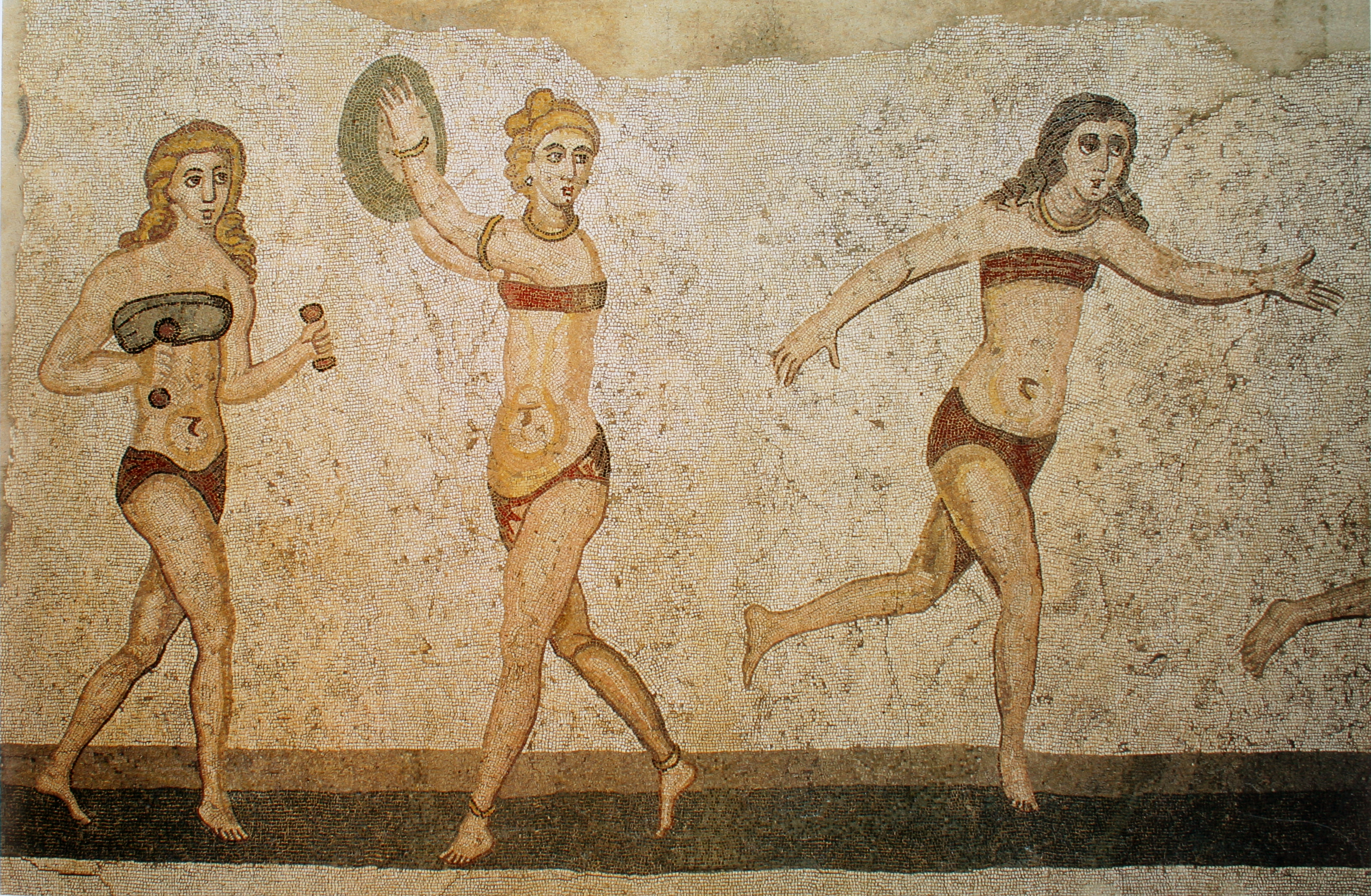
موزائیکی مربوط به کف «ویلا رومانا دل‌کازاله» در جزیره سیسیل، از اولین تصویرهای بیکینی

باستان‌شناس انگلیسی جیمز ملارت در توصیف جامهٔ الهه مادر در چتل‌هویوک (از آثار دورهٔ مس‌سنگی در ترکیهٔ امروزی، مربوط به حدود ۵۶۰۰ (پ.م)) آن را به بیکینی تشبیه می‌کند. در این تندیس الهه مادر بر روی دو پلنگ نشسته‌است و جامه‌ای شبیه بیکینی بر تن دارد. پیشینهٔ لباس شنای دوتکه را ولی باید در جهان یونانی رومی پی گرفت. بر روی کوزه‌ها و نقاشی‌هایی مربوط به ۱۴۰۰ (پ.م)، زنان ورزشکار با جامه‌هایی بیکینی‌مانند به تصویر کشیده شده‌اند. در موزائیکی باقی‌مانده از سدهٔ چهارم میلادی مربوط به کف «ویلا رومانا دل‌کازاله» واقع در جزیره سیسیل ایتالیا، زنانی جوان در پوششی بیکینی‌مانند در حال وزنه‌برداری، پرتاب دیسک، و دویدن به تصویر کشیده شده‌اند. این موزاییک که مربوط به دورهٔ آزار بزرگ (۲۸۳ تا ۳۰۵ میلادی) می‌شود، تصویرگر ده زن جوان است که به شکلی آناکرونیستیک «دختران بیکینی‌پوش» نام گرفته‌اند. در دیگر یافته‌های باستان‌شناسی رومی طرح‌هایی از ونوس در پوششی مشابه دیده می‌شود؛ از آن جمله می‌توان به تصاویر ونوس بیکینی‌پوش یافته شده در «کازا دلا ونرهٔ» پمپئی،
در تبلینوم خانه جولیا فلیکس،
و در یکی از میان‌تالارهای باغ ویا دلابوندانزا اشاره کرد.

### طرح‌های پیشرو
از آنجا که مسیحیان اروپایی شنا و حمام در فضای باز را امری ناپسند می‌انگاشتند، تا قرن هجدهم نیاز چندانی به جامهٔ شنا یا حمام نداشتند. در این قرن لباس‌هایی گشاد و آستین‌بلند از جنس فلانل یا پشم برای حمام کردن پدیدار شد که شبیه تنپوش خواب زنانه بود، تا زیر قوزک پا می‌آمد، و پوشیدگی و حجب فرد را حفظ می‌کرد.
در سال ۱۹۰۷، پلیس بوستون شناگر و هنرپیشهٔ استرالیایی آنت کلرمن را در ساحل آن شهر به‌سبب به‌تن کردن لباس شنایی یک‌تکه، بدن‌نما، تنگ، و بدون آستین دستگیر کرد. این نمونهٔ مایو، که از گردن تا شست پای فرد را می‌پوشاند، نخست در انگلستان عرضه شد و تا سال ۱۹۱۰ به‌عنوان لباس شنای زنانه در اروپا پذیرفته شده‌بود.
در سال ۱۹۱۳، کارل جنتزن اولین مایوی دوتکهٔ زنانه را درست کرد. رقابت‌های شنای زنان برای نخستین بار در المپیک ۱۹۱۲ استکهلم انجام گرفته بود و جنتزن با الهام از آن مایویی چسبان طراحی کرد که تکهٔ پایینی آن شلوارک و تکهٔ بالایی آن پیراهنی آستین‌کوتاه بود.
در دهه‌های ۱۹۲۰ و ۱۹۳۰، الگوی رفتاری عامه از «تن به آب زدن» به «آفتاب گرفتن» تغییر شکل داد و این سبب شد از ملاحظات عملکردی در طراحی مایوها کاسته و به زیور و زینت‌شان عنایت بیشتری شود. در دههٔ ۱۹۲۰، در ساخت لباس شنای چسبان از نخ ریون استفاده می‌شد، ولی دوام آن‌ها در مقابل خیس شدن کافی نبود. جرسی و ابریشم نیز گاه در ساخت مایو به کار می‌رفتند. تا دههٔ ۱۹۳۰، سازندگان مایو خط گردن پشت لباس را پایین کشیده، آستین‌ها را حذف، و بغل‌ها را تنگ کرده بودند. با ابداع پارچههای جدید، مخصوصاً لاتکس و نایلون، در دههٔ ۱۹۳۰، لباس‌های شنا وجب‌به‌وجب تنگ‌تر شدند و بندهایی به شانه افزوده شد تا بتوان با پایین کشیدنشان بدن را برنزه کردن کرد.
در دهه‌های ۱۹۳۰ و ۱۹۴۰، میزان برهنگی میان‌تنه و شکم در لباس‌های شنای زنانه افزایش یافت. در فیلم هالیوودی سه نفر با یک کبریت، که در سال ۱۹۳۲ اکران شد، از لباس شنایی دوتکه‌ای استفاده شد که میان‌تنهٔ برهنه را به نمایش می‌گذاشت. با اکران پرواز به ریو در سال ۱۹۳۳،  دولورس دل ریو اولین بازیگر مشهور هالیوودی شد که با لباس شنای دوتکه‌ای بر پردهٔ سینما حاضر شد.
مجله‌های نوجوانان در اواخر دههٔ ۱۹۴۰ و در دههٔ ۱۹۵۰ نیز طرح‌های مشابهی از لباس‌هایی با میان‌تنهٔ برهنه را چاپ می‌کردند. با این حال، مد میان‌تنهٔ برهنه مختص سواحل و رویدادهای غیررسمی بود و پوشیدن این البسه در ملأ عام نافی نزاکت قلمداد می‌شد. مهر تأیید هالیوود بر این مد با فیلم‌های چون دختر نپتون (اکران ۱۹۴۹) زده شد، که در آن استر ویلیامز لباس‌هایی با عناوین کنایه‌آمیز جنسی بر تن می‌کند.
مساعی جنگی در دوران جنگ جهانی دوم نیازمند مقادیر زیادی پنبه، ابریشم، نایلون، پشم، چرم، و لاستیک بود. در آمریکا در ۱۹۴۲، هیئت تولیدات جنگی با صدور مقررات L-85 استفاده از نخ طبیعی در تولید پوشاک را محدود کرد و خواستار کاهش ۱۰ درصدی استفاده از نخ در لباس‌های شنای زنانه شد. تولیدکنندگان لباس شنا برای پوشاندن جامهٔ عمل به این مقررات حاشیه‌ها و دیگر منضمات لباس‌ها را حذف کردند و همزمان تولید لباس‌های شنای دوتکه با میان‌تنهٔ برهنه را افزایش دادند. بااین‌وجود تقاضای خرید لباس‌های شنا زوال یافت، چرا که، به ویژه در اروپا، رغبت چندانی برای تفریح در سواحل نبود.

### طرح مدرن

میشلین برناردینی در حال مدلینگ بیکینی رآر در پی‌سین مولیتور، ۵ ژولای ۱۹۴۶. طرح رآر چنان کوچک بود که می‌شد آن را در یک جعبهٔ 5 by 5 by 5 cm، مشابه جعبه‌ای که برناردینی در تصویر در دست دارد، جا داد.

پس از جنگ جهانی دوم، و همزمان با نخستین تابستان بدون جنگ در اروپا پس از سال‌ها، طراحان فرانسوی بر آن بودند که مدهایی مطابق با حال‌وهوای اروپای نجات‌یافته به بازار معرفی کند. پارچه هنوز کالایی کمیاب بود و در ۱۹۴۶، دو طراح فرانسوی، ژاک هایْم و لویی رآر، تقریباً همزمان لباس‌های شنای دوتکه را طراحی کردند تا صنعت لباس شنا را احیا کنند.‌هایم طرح لباس شنای دوتکهٔ خود را، که آن را «اتم» (کوچک‌ترین ذرهٔ شناخته‌شدهٔ ماده) نامیده بود، در پاریس عرضه کرد و گفت که اتم «کوچک‌ترین لباس شنای جهان است.» اتم، با اینکه از لباس‌های شنای دوتکهٔ دههٔ ۱۹۳۰ کوتاه‌تر بود، هنوز ناف را می‌پوشاند.
اندکی بعد، لویی رآر لباس شنای دوتکهٔ خود را با عنوان «بیکینی» طراحی کرد.
رآر در مشاهداتش در ساحل دریافته بود که زنان برای بهتر کردن شکل برنزه در آفتاب‌گیری‌هایشان لبه‌های لباس شنا را به سمت بالا تا می‌کنند.
رآر طرح خود را در نمایشگاه لباس‌های شنایی عرضه کرد که در استخر عمومی محبوبی در پاریس به نام پی‌سین مولیتور برگزار می‌شد. زمان این نمایشگاه چهار روز پس از نخستین آزمایش سلاح هسته‌ای پس از جنگ بود. اخبار مربوط به این آزمایش، که در آب‌سنگ حلقوی بیکینی انجام شد، روزنامه‌ها را پر کرده بود و رآر امیدوار بود طرح او نیز بهره‌ای از این پوشش خبری ببرد.
«بیکینی» رآر موجزتر از «اتم» هایم بود و شامل دو مثلث پارچه‌ای به عنوان سوتین و دو مثلث پارچه‌ای هم برای پوشاندن تپه ونوس و نشیمنگاه می‌شد که با بند به هم متصل شده بودند.
از آنجا که رآر نتوانست مانکنی را برای نمایش طرح بدن‌نمایش راضی کند،
رقصندهٔ برهنه ۱۹ سالهٔ کازینو د پاریس به نام میشلین برناردینی را استخدام کرد.
رآر همچنین اعلام کرد که بیکینی، با تنها ۳۰ اینچ مربع (۱۹۰ سانتی‌متر مربع) پارچه، «کوچکتر از کوچک‌ترین لباس شنای جهان است.»
به گفتهٔ رآر «بیکینی مثل بمب [اتم] کوچک است و مهلک.»
منتقد مد دایانا وریلند هم بیکینی را «بمب اتم مد» توصیف کرد. پس از رونمایی از بیکینی، برناردینی ۵۰٬۰۰۰ نامه دریافت کرد که بسیاری از آن‌ها از سوی مردان بودند.
مطبوعات به شکلی گسترده به عکس‌های برناردینی در بیکینی و گزارش رویداد پرداختند. اینترنشنال هرالد تریبیون به تنهایی ۹ گزارش دربارهٔ رویداد چاپ کرد.
فیگارو هم نوشت:
«مردم در آرزوی لذت سادهٔ دریا و آفتاب بودند. برای زنان، پوشیدن بیکینی نماد نوعی آزادی دوباره بود. بیکینی ربطی به جذبهٔ جنسی نداشت، بلکه مراسمی بودن برای بزرگداشت آزادی و بازگشت به لذت زندگانی.»
«اتم» هایم به حس نزاکت اجتماعی دههٔ ۱۹۴۰ نزدیک‌تر بود، ولی در نهایت طرح رآر توانست توجه عامه را جلب کند. با اینکه طرح هایْم قبل از طرح رآر در سواحل پوشیده شد و در اوایل فروش بیشتری هم داشت، نام بیکینی برای لباس شنای دوتکه رواج یافت و ماندگار شد. با پیدایش طرح‌های رقیب، رآر اعلام کرد که تنها لباس شنایی را می‌توان بیکینی واقعی داشت که «بتوان آن را از حلقهٔ ازدواج رد کرد.» اولین بیکینی‌های مدرن از پنبه و ژرسه تولید شدند.

### مقاومت اجتماعی
چنان‌که در تاریخچهٔ پیش رو خواهد آمد، بیکینی چیزی فراتر از یک جامهٔ لخت و پتی بود. بیکینی وضعیتی ذهنی بود.

لینا لنچک، ساحل: تاریخچهٔ بهشت روی زمین، ۱۹۹۸
با وجود موفقیت اولیهٔ بیکینی در فرانسه، زنان جهان به پوشیدن لباس شنای یک‌تکهٔ سنتی ادامه دادند. رآر نیز به دلیل فروش پایین بیکینی به طراحی و فروش شورت‌های مرسوم بازگشت. در ۱۹۵۰، فرد کول، صاحب تولیدی موفق لباس شنای «کول آو کلیفرنیا»
به مجلهٔ تایم گفت که «بیکینی‌های مشهور فرانسوی» را به دیدهٔ تمسخر می‌نگرد. رآر خود بعدها از بیکینی با توصیف لباس شنایی یاد کرد «که همه‌چیز یک دختر را جز نام خانوادگی مادرش فاش می‌کند.»
مجلهٔ مد مادرن گرل مگزین نیز در سال ۱۹۵۷ نوشت «لازم نیست حرفی حرامِ بحث دربارهٔ بیکینی‌های کذایی شود؛ چرا که ممکن نیست دخترانِ با حجب و درایت هرگز تن به پوشیدن چنین چیزی دهند.»
در ۱۹۵۱ اریک مورلی در جشنواره بریتانیا مسابقه‌ای زیبایی با عنوان «مسابقهٔ بیکینی جشنواره» برگزار کرد که فرصتی برای تبلیغ لباس‌های شنا بود.
مطبوعات از این مراسم استقبال کردند و به آن عنوان «دوشیزهٔ جهان» را دادند.
مورلی این نام را به عنوان یک نماد بازرگانی ثبت کرد.
برندهٔ مسابقه کیکی هاکنسون سوئدی بود. هاکنسون در مراسم تاجگذاری‌اش به عنوان دوشیزهٔ جهان، تنها یک بیکینی بر تن داشت. این امر موجب شد پاپ پیوس دوازدهم مراسم را تقبیح کند، و اسپانیا و ایرلند هم تهدید کردند که مسابقه را تحریم می‌کنند. در ۱۹۵۲، پوشیدن بیکینی در این مراسم ممنوع شد و قرار شد شرکت‌کنندگان به جایش لباس شب رسمی بپوشند. در پی این جنجال‌ها دیگر جشنواره‌های زیبایی جهان نیز پوشیدن بیکینی را ممنوع کردند. با اینکه برخی بیکینی و مسابقه‌های زیبایی را در راستای گسترش آزادی‌های زنان می‌دانستند، علاوه بر گروه‌های فرهنگی و مذهبی مخالف برهنگی، برخی فمنیستها نیز با آن مخالف بودند.
پوشیدن بیکینی در سواحل اقیانوس اطلس در فرانسه و همچنین در اسپانیا، ایتالیا پرتغال، استرالیا، و تعدادی از ایالات آمریکا نیز ممنوع شد. نظامنامهٔ تولید تصاویر متحرک آمریکا، موسوم به کد هِیْز، که از ۱۹۳۴ اجرایی شد هم با اینکه اجازهٔ پوشیدن لباس دوتکه را می‌داد ولی نمایش ناف را در فیلم‌های هالیوودی ممنوع کرد. گارد ملی حجب نیز، که یک سازمان کاتولیک نظارت‌کننده بر محتوای رسانه‌ای در آمریکا بود، هالیوود و تهیه‌کنندگان فیلم‌های خارجی را تحت فشار گذاشت تا از نمایش بیکینی در فیلم خودداری کنند. حتی در ۱۹۵۹ هم اَن کول، یکی از بزرگ‌ترین طراحان لباس شنای آمریکا، می‌گفت که بیکینی «چیزی بیش از یک شورت بندی نیست و در لبهٔ تیغ حیا قرار دارد.» کد هیز در میانهٔ دههٔ ۱۹۶۰ لغو شد و ممنوعیت نمایش ناف زنانه و دیگر محدودیت‌هایش به فراموشی سپرده شد. قدرت اعمال تأثیر گارد ملی حجب نیز تا دههٔ ۱۹۶۰ تحلیل رفته بود.

### گسترش محبوبیت

سنت پوشیدن بیکینی در کارناوال ریو در ۱۹۵۰ آغاز شد. این عکس از سال ۲۰۰۹ نمایشگر یک رقصندهٔ سامبا در کارناوال ریو است.

گسترش عکاسی گلامور از بازیگران و مانکن‌های محبوب در آمریکا و اروپا نقش مهمی در شناخته شدن بیکینی در بین عموم داشت. در دههٔ ۱۹۵۰، ستارگان هالیوودی چون اوا گاردنر، ریتا هیورث، لانا ترنر،
الیزابت تیلور، تینا لوئیس، مریلین مونرو، استر ویلیامز، و بتی گریبل از تبلیغات جنجال‌برانگیزی که بیکینی در پی داشت بهره بردند و با پوشیدن آن عکس گرفتند. خصوصاً پین‌آپهای بیکینی‌پوش هیورث و ویلیامز به‌شکلی گسترده در سراسر آمریکا توزیع شد. در ۱۹۵۰، الویرا پاگا در کارناوال ریو برزیل با بیکینی طلایی حاضر شد و سنت بیکینی‌پوشی در این مراسم را بنیان گذاشت.
در فرانسه، بریژیت باردو هفده ساله در فیلم مانینا، دختر بدون لفاف بیکینی‌ای به تن کرد که با معیارهای اجتماعی آن زمان جنجال‌آفرین می‌نمود. تبلیغات فیلم، که در مارس ۱۹۵۳ در فرانسه آغاز شد، بیشتر از اینکه توجه کسی را به فیلم جلب کند موجب شد ملاحظات به بیکینی باردو متوجه شود. تا زمان اکران فیلم در آمریکا در ۱۹۵۸، نام آن به مانینا، دختر بیکینی‌پوش تغییر یافته بود. باردو همچنین همزمان با جشنواره کن در سال ۱۹۵۷ عکسی بیکینی‌پوش و در ساحل گرفته بود. باردو با همکاری همسر و کارگزار هنری‌اش روژه وادیم مجموعه عکس‌هایی بیکینی‌پوش در هر کدام از سواحل جنوب فرانسه منتشر کرد که توجه بسیاری را برانگیخت. عکس‌های مشابهی از آنیتا اکبرگ، سوفیا لورن و دیگران نیز گرفته شد. به‌نوشتهٔ گاردین، عکس‌های باردو سن-تروپه را به پایتخت لباس ساحلی جهان تبدیل ساخت و باردو هم با عنوان «زیبای غواص کن» شناخته شد. عکس‌های باردو به شناخته شدن جشنوارهٔ کن در میان عامه کمک کردند و کن هم تأثیر شاخصی در موفقیت باردو داشت.
تک‌آهنگ موفق برایان هایلند با عنوان «ایتسی بیتسی پتی بیکینی» در تابستان ۱۹۶۰ به رتبهٔ نخست لیست داغ‌ترین آهنگ‌های مجلهٔ بیلبورد رسید؛ این ترانه روایت‌گر داستان دختری جوان است که خجالت می‌کشد بیکینی جدیدش را در ساحل بپوشد چرا که فکر می‌کند انگشت‌نما خواهد شد. اولین باری که یک عکس با بیکینی روی جلد پلی‌بوی چاپ شد در سال ۱۹۶۲ بود؛ اولین نسخه لباس شنای اسپورتس ایلاستریتد دو سال بعد به روی دکه‌ها آمد و کاور آرت آن عکسی از ببت مارکس در یک بیکینی سفید بود.

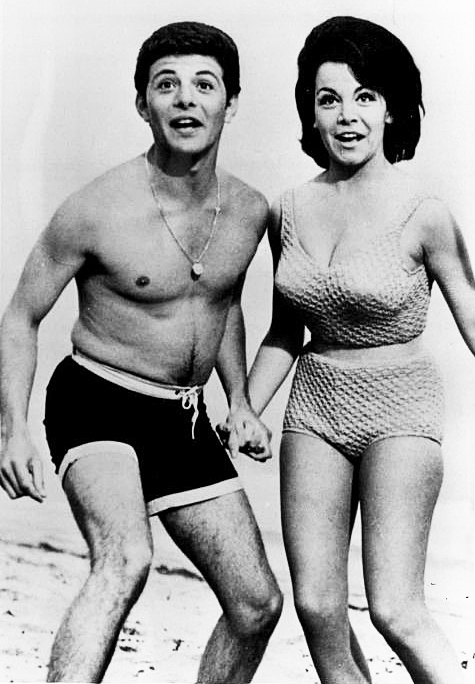
عکس تبلیغاتی فرانکی آوالون و آنت فونیچلو برای یک فیلم بیچ پارتی (دههٔ ۱۹۶۰). فونیچلو اجازه نداشت نافش را نشان بدهد.

اورزولا اندرس، بازیگر نقش هانی رایدر در فیلم بریتانیایی دکتر نو (از مجموعه فیلم‌های جیمز باند، اکران ۱۹۶۲)، در این فیلم یک بیکینی سفید پوشید که به بیکینی دکتر نو موسوم شد و یکی از مشهورترین بیکینی‌های تاریخ است و صحنهٔ نمایش آن از معروف‌ترین لحظات تاریخ سینما و مد است. اندرس خود گفته‌است که موفقیتش را به آن بیکینی سفید مدیون است: «این بیکینی مرا به یک موفقیت بدل ساخت. در پی هنرپیشگی به عنوان اولین باند گرل، من این آزادی را به دست آوردم که نقش‌های بعدی‌ام را خودم انتخاب کنم و از لحاظ مالی هم مستقل باشم.»
موفقیت غیرمنتظرهٔ فیلم بیچ پارتی (اکران ۱۹۶۳) با هنرپیشگی آنت فونیچلو و فرانکی آوالون منجر به اکران موجی از فیلم‌ها شد که بیکینی را به نمادی در فرهنگ عامه بدل ساختند؛ بااین‌حال فونیچلو برخلاف دیگر بازیگران زن فیلم‌ها اجازه نداشت بیکینی طرح رآر را بپوشد. در ۱۹۶۵ زنی به تایم گفت که نپوشیدن بیکینی «ملال‌آور» است و دو سال بعد هم همین مجله نوشت که آب از سر ۶۵ درصد مجموعهٔ جوانان گذشته‌است.
راکل ولچ و بیکینی خزش در پستر فیلم یک میلیون سال پ.م. (اکران ۱۹۶۶) به یکی از نمادین‌ترین تصاویر بیکینی و لحظات سینمایی تاریخ تبدیل شد. این بیکینی که در فیلم یک میلیون سال پ.م. از پوست آهوی کوهی ساخته شده بود، در تبلیغات فیلم با عنوان «نخستین بیکینی نوع» بشر به کار گرفته شد و بعدها از آن با عنوان «مد شاخص دههٔ ۱۹۶۰» یاد شد.
راکل ولچ پس از بازی در این فیلم به یک نماد مد تبدیل شد و عکس‌های بیکینی‌پوشش پین‌آپی پرفروش شد.
شورت و سوتین بیکینی چسبان نایلونی مکملی بر بوتیک مد نوظهور دههٔ ۱۹۶۰ بودند و مینیمالیسم در طراحی بیکنی را ممکن ساختند.
در همین دهه داو دوپون پارچهٔ لاکرا (نام دوپون برای اسپندکس) را به بازار معرفی کرد. اسپندکس به طراحان این اجازه را داد که لباس‌های شنای چسبانشان را به مثابهٔ پوست دوم و بدون آستردوزی سنگین طراحی کنند. به نوشتهٔ کلی کیورن بنسیمون، مانکن سابق و نویسندهٔ کتاب بیکینی «لاکرا امکان پوشیدن بیکینی را برای زنان بیشتری فراهم کرد. لاکرا شکم نمی‌داد، ایجاد پاکت نمی‌کرد، و می‌پوشاند و نمایش می‌داد. بیکینی لاکرا دیگر آنقدر مثل لانژری نبود.» استفادهٔ بیشتر از پارچه‌های چسبان فرایند تولید را هم ساده‌تر کرد. این پارچه‌ها همچنین اجازهٔ طراحی «بیکینی بندی»، و مونوکینی را هم به طراحان دادند. لباس‌های شنا با پارچه‌های جایگزینی مثل مخمل، چرم، و قلاب‌دوزی نیز در اوایل دههٔ ۱۹۷۰ پدید آمدند.

### پذیرش عام
شرکت رآر در ۱۹۸۸ (چهار سال پس از مرگ خود او) تعطیل شد. تا پایان قرن بیستم، بیکینی محبوب‌ترین لباس ساحلی جهان شده بود. به نوشتهٔ تاریخ‌نگار فرانسوی مد الیویه سایار دلیل این امر «قدرت زنان بوده‌است و نه قدرت مد.» سایار می‌گوید «آزادی لباس شنا همواره تابع آزادی زنان بوده‌است.» با اینکه لباس‌های شنای یک‌تکه در دههٔ ۱۹۸۰ و اوایل دههٔ ۱۹۹۰ باز محبوب شده بودند، در ۱۹۸۸ بیکینی حدود ۲۰٪ فروش لباس‌های شنا را به خود اختصاص داده بود که این بیش از هر گونهٔ دیگر مایو در آمریکا بود.
در ۱۹۷۷، دوشیزهٔ زیبایی ایالت مریلند، جیمی فاکس، اولین شرکت کنندهٔ تاریخ مسابقهٔ دوشیزه آمریکا بود که با لباس شنای دوتکه در آن شرکت می‌کرد. به نوشتهٔ جینا بلافونته در نیویورک تایمز هم هنرپیشگان زن فیلم‌های اکشنی مثل تصادف آبی (۲۰۰۲) و فرشتگان چارلی: زدن به سیم آخر (۲۰۰۳) لباس شنای دوتکه را تبدیل به «معادل قرن بیست و یکمی کت‌وشلوار قدرت کردند.»
به نوشتهٔ بن دینکاف چارلستون «بیکینی نماد جهشی اجتماعی بود که شامل آگاهی بدنی، ملاحظات اخلاقی، و رویکردهای جنسی می‌شد.» به گزارش گروه ان‌پی‌دی، در اوایل قرن بیست و یکم ارزش سالانهٔ صنعت تولید بیکنی به ۸۱۱ میلیون دلار می‌رسید، و از قِبَل آن هم صنایعی جانبی چون موزدایی بیکینی و برنزه‌سازی بیکینی سر برآورده بودند.
با اینکه بیکینی‌هایی در اندازهٔ کودکان در دههٔ ۱۹۵۰ در اروپا تولید شده بود، لباس‌های شنای کوچک‌تر از سایز ۱۱ معمولاً با سوتین جدا فروخته نمی‌شوند. در آمریکای شمالی و بریتانیا لختی بالاتنهٔ دختران در اواخر دوران کودکی (۷ تا ۱۱ سالگی) ناپسندیده قلمداد می‌شود و در مواردی اخراج خانواده‌ها از استخرهای عمومی به دلیل لختی بالاتنهٔ کودکان گزارش شده‌است. در ۲۰۰۲ نیز از ابرکرومبی اند فچ به دلیل فروش بیکینی و شورت‌های بندی در سایز کودکانه انتقادهایی شد.

### بیرون از جهان غرب
شارمیلا تاگور نخستین بازیگر بالیوودی بود که با بیکینی در یک فیلم (شبی در پاریس، اکران ۱۹۶۷) بازی کرد.
عکس‌هایی بیکینی‌پوش از او نیز در مجلهٔ فیلم‌فیر به چاپ رسید. این پوشش تماشاچیان محافظه‌کار هندی را شوکه کرد، ولی سرآغاز روندی بود که با زینت امان در هیرا پنا (۱۹۷۳) و قربانی (۱۹۸۰)، دیمپل کاپادیا در بابی (۱۹۷۳)، و پروین بابی در رابطه مبتذل (۱۹۸۲) ادامه یافت. با وجود محافظه‌کاری موجود جامعهٔ هند، بیکینی پوشاک محبوبی است. در تابستان فروش لباس‌های شنای یک‌تکه، شورت، و تانکینی برای شنا در مکان‌های عمومی رونق دارد. بیشتر فروش بیکینی در زمستان و فصل «ماه عسل» ها صورت می‌گیرد.
تا اواخر دههٔ اول قرن بیست و یکم، صنعت بیکینی چین تهدیدی جدی برای صنعت بیکینی برزیل بود. رکورد بزرگ‌ترین راهپیمایی بیکینی‌پوشان جهان نیز درسال ۲۰۱۲ در هولوداو در لیائونینگ شکسته شد. در این راهپیمایی ۱٬۰۸۵ نفر شرکت داشتند و عکسی هم با حضور ۳٬۰۹۰ زن گرفته شد.
در غالب مناطق خاورمیانه، بیکینی یا ممنوع است یا جنجال‌آفرین. در ۱۹۷۳ مجلهٔ لبنانی الشبکة عکس زنی را با پوشش بیکینی روی جلد خود چاپ کرد، ولی مجبور شد نسخهٔ دومی هم از آن شماره چاپ کند که در آن تنها صورت مانکن دیده می‌شد.
در ۲۰۱۱ نیز کاور آرت مجلهٔ عربی لیلک (مستقر در اسرائیل) عکسی بیکینی‌پوش از هدی نقاش، دوشیزهٔ زمین آن سال بود و او نخستین زن عربی شد که عکسی از او با پوشش بیکینی در مجله‌ای عربی چاپ می‌شود.

## گونه‌های بیکینی

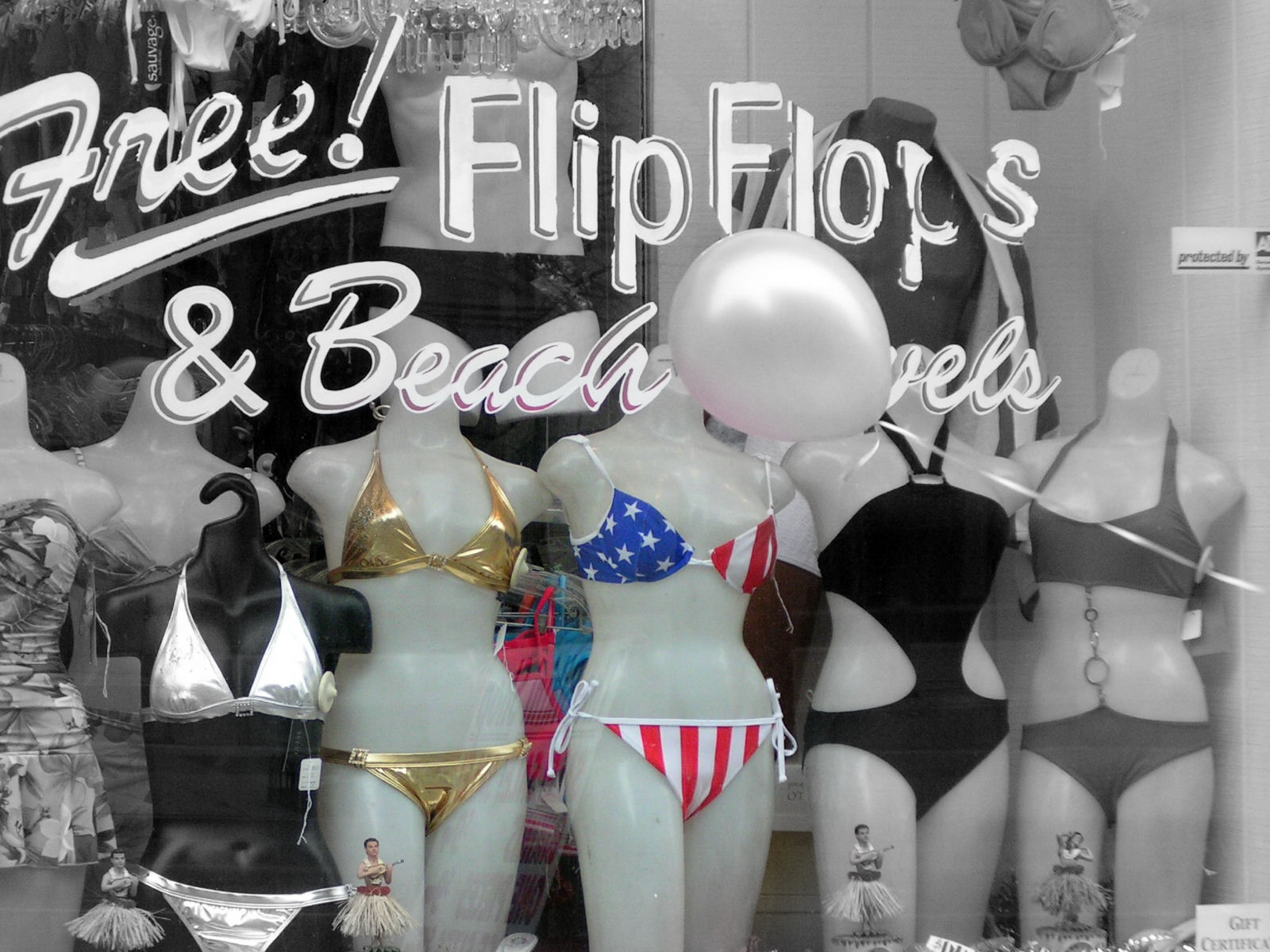
گونه‌های بیکینی در ویترین مغازه‌ای در آمریکا، ۲۰۰۵

گرچه عنوان «بیکینی» در آغاز تنها به لباس‌های شنایی گفته می‌شد که ناف شخص پوشندهٔ آن را آشکار می‌نمودند، امروزه در صنعت مد به هر لباس شنای دوتکه‌ای بیکینی گفته می‌شود. بیکینی‌های مدرن طرحی ساده و اجمالی دارند: سوتین برای پوشاندن پستان از دو مثلث پارچه‌ای تشکیل شده‌است و مثلث سومی هم تشکیل شورتی را می‌دهد که نشیمنگاه و کشاله ران را می‌پوشاند.
در تولید بیکینی می‌توان از مواد پوشاکی متنوعی استفاده کرد و این مواد عنصری مهم در طرح بیکینی هستند. بیکینی‌های مدرن در ابتدا از پنبه و ژرسه تولید می‌شدند. با معرفی لاکرا (اسپندکس) به بازار از سوی داو دوپون در دههٔ ۱۹۶۰ انقلابی در نحوهٔ طراحی و پوشیدن بیکینی پدید آمد و از اوایل دههٔ ۱۹۷۰ نیز بیکینی‌هایی با پارچه‌های جایگزین مثل مخمل، چرم، و قلاب‌دوزی تولید شدند. در نمایشگاه مدی که در سال ۱۹۸۵ برگزار شد، لباس‌های شنای دوتکه‌ای معرفی شد که در بعضی از آن‌ها به‌جای سوتین باندوشکل معمولی از تاپ کوتاه استفاده شده بود، بعضی از جلو شبیه لباس شنای دوتکه و از پشت شبیه لباس شنای یک‌تکه بودند، بعضی بند شلوار یا حاشیه چین‌دار داشتند، و در بعضی حفره‌ای جلوی شکم بریده شده بود.
برای راضی کردن سلایق متنوع، امروزه در طراحی برخی بیکینی‌ها از زیورآلات فلزی و سنگی استفاده می‌شود. همچنین برای پاسخ به میزان بالای تقاضا، برخی تولیدکنندگان نوعی از خدمات تولید هنگام درخواست را عرضه می‌کنند که می‌تواند بیکینی درخواستی را در هفت دقیقه آماده سازد. گران‌قیمت‌ترین بیکینی جهان را سوزان روزن در فوریه ۲۰۰۶ طراحی کرد. در این بیکینی ۱۵۰ قیراط (۳۰ گرم) الماس استفاده شده‌است و قیمت آن ۲۰ میلیون دلار تخمین زده می‌شود.

### گونه‌های اصلی
گونه‌های متنوعی از بیکینی در بازار هست که برخی از آنان عبارتند از: بیکینی بندی، مونوکینیها (بدون بالاتنه یا بالاتنه و پایین‌تنه متصل)، تریکینی‌ها (لباس شنای سه‌تکه، تانکینیها (زیرپوش رکابی، شورت بیکینی)، کم‌کینی‌ها (زیرپوش زنانه، شورت بیکینی)، باندوکینی (بالاتنهٔ باندوشکل، شورت بیکینی)، اسکرتینی (بالاتنهٔ بیکینی، پایین‌تنه دامن کوتاه)، «بیکینی مادربزرگانه» (بالاتنهٔ بیکینی، پایین‌تنهٔ بوی‌لگ)، هیکینی‌ها (یا هیپی‌کینی)، سیکینی (شفاف)، مینی‌کینی‌ها، میکروکینی‌ها، مینی‌می‌ها، اسلینگ‌شات‌ها (یا بیکینی معلق)، پایین‌تنهٔ شورت بندی، تای‌سایدها (نوعی بیکینی بندی) و تیردراپ‌ها.
| گونه          | تصویر    | سال  | توضیحات |
| ------------- | -------- | ---- | --- |
| باندوکینی     | noborder | —    | باندوکینی (یا باندینی) لباس شنایی است که بالاتنهٔ آن باندو (سوتینی بدون بند سر شانه) است که ممکن است با هر گونه پایین‌تنه‌ای پوشیده شود. باندوکینی کهن‌ترین گونهٔ لباس شنای دوتکه است و سابقهٔ آن به قرن چهارم میلادی می‌رسد. پس از معرفی دوباره به بازار، محبوبیت آن در میان زنان جوان به سرعت گسترش یافت و بخشی از بازار فروش تانکینی را به خود اختصاص داد. |
| میکروکینی     | noborder | ۱۹۹۵ | خانوادهٔ میکروکینی، که شامل اعضایی چون مینی‌کینی، مینی‌مینی و تیردراپ هم می‌شود، گونه‌ای به شدت اجمالی از بیکینی‌هاست. در طرح میکروکینی تنها به قدری پارچه استفاده می‌شود که اندام‌های جنسی و (در طرح‌های زنانه) نوک پستان پوشیده شود. میکروکینی‌ها بندهایی متصل به پارچه دارند تا آن را در جای خود نگه دارند، و در برخی گونه‌ها به جای بند از چسب یا سیم استفاده می‌شود. میکروکینی در لبهٔ تیغ حقوقی و عرف اجتماعی قرار دارد و جایگاهی بین برهنه‌گرایی و لباس شنای مرسوم را به خود اختصاص می‌دهد.                                              |
| مونوکینی      | noborder | ۱۹۶۴ | مونوکینی (همچنین لباس شنای بدون بالاتنه، یونیکینی یا نوموکینی) لباس شنای یک‌تکه‌ای است که تنها شامل پایین‌تنهٔ بیکینی می‌شود. عنوان مونوکینی، که در ابتدا تنها به طرح مفهومی رودی گرنریچ در ۱۹۶۴ گفته می‌شد، امروزه به هر لباس شنای بدون بالاتنه و خصوصاً پایین‌تنهٔ بیکینی تنها گفته می‌شود. گرنریچ در ۱۹۸۵ نیز گونهٔ مفرطی از مونوکینی، موسوم به پیوبی‌کینی (که مشابه شورت بندی ناحیهٔ استخوان شرمگاهی را برهنه می‌گذارد) طراحی کرده بود. |
| اسکرتینی      | noborder | —    | اسکرتینی لباس شنایی است که بالاتنهٔ آن بالاتنهٔ بیکینی و پایین‌تنه‌اش دامنی کوچک است و از بیکینی پوشیدگی بیشتری دارد. لباس شناهای دوتکه دامن‌دار قبل از جنگ جهانی دوم و جیره‌بندی پارچه در آمریکا محبوب بودند. |
| بیکینی اسلینگ | noborder | —    | بیکینی اسلینگ (همچنین اسلینگ‌کینی، وان‌پیس‌کینی یا لباس شنای اسلینگ) لباس شنایی است پیوسته و عملاً یک‌تکه که تداعی‌گر یک پایین‌تنه بیکینی است که نوارهایی در طرفین آن به بالا کشیده شده‌اند تا پستان‌ها را بپوشانند و سر شانه بروند یا به دور گردن بسته شوند و نوارهای دیگری در میان‌تنه آن را در جای خود نگه داشته‌اند. لباس‌های شنای اسلینگ در اوایل دههٔ ۱۹۹۰ پدید آمدند. طرح مردانهٔ این لباس شنا موسوم به منکینی پس از پوشیدن آن توسط ساشا بارون کوهن در فیلم بورات محبوبیت یافت.                                                         |
| بیکینی بندی   | noborder | ۱۹۷۴ | بیکینی بندی (یا تای‌ساید) شامل دو تکهٔ مثلثی است که در کشاله ران به هم متصلند ولی در طرفین از هم جدا و با «بند»ی نازک که دور کمر گره می‌خورد به هم متصل می‌شوند. ساختار این بیکینی قسمت بالای ران را برهنه می‌گذارد. نخستین نمایش رسمی بیکینی بندی را گلن توروریچ، که یک کارگزار روابط عمومی بود، و همسرش برندی پره-دوژانِ مانکن در ۱۹۷۴ در مراسم افتتاحیهٔ یک مرکز خرید در نیواورلئان انجام دادند. بیکینی‌های بندی از محبوب‌ترین گونه‌های بیکینی در جهان هستند.                                                                           |
| تانکینی       | noborder | ۱۹۹۸ | تانکینی لباس شنایی است که بالاتنهٔ آن زیرپوش رکابی و پایین‌تنهٔ آن شورت بیکینی باشد. جنس تانکینی ممکن است اسپندکس و پنبه یا اسپندکس و نایلون باشد این مدل را ان کول در سال ۱۹۹۸ به بازار معرفی کرد. در گونه‌ای از تانکینی موسوم به کمکینی به جای زیرپوش رکابی از تاپ‌هایی با بند رشته‌ای استفاده می‌شود. |
| تریکینی       | noborder | ۱۹۶۷ | تریکینی ابتدا برای مدت کوتاهی در ۱۹۶۷ پدید آمد و از آن با عنوان «یک دستمال و دو تا پیالهٔ کوچک» یاد شد، در دههٔ ۱۹۹۰ به شکل پایین‌تنهٔ بیکینی با سوتینی شامل دو تکهٔ مثلثی پوشیده می‌شد، و بعدها در دههٔ اول قرن بیست یکم به عنوان لباس شنایی سه‌تکه دوباره به بازار معرفی شد. بالاتنهٔ تریکینی عملاً دو قطعهٔ مجزا است و نام آن با جایگزینی پیشوند «تریـ» (به معنای سه) به جای پیشوند «بیـ» (به معنای دو) در واژهٔ بیکینی شکل گرفته‌است. گونه‌ای تریکینی موسوم به بیکینی بدون بند نیز معمولاً ترکیب دو چسب نوک پستان و یک شورت بندی همرنگ است. |

## بیکینی در ورزش
بیکینی نقشی مؤثر در محبوبیت ورزش‌های زنان داشته‌است، لباس رسمی والیبال ساحلی است، و توسط ورزشکاران دو و میدانی و دیگر ورزش‌های به‌شکلی گسترده پوشیده می‌شود. از دههٔ ۱۹۹۰، محبوبیت بیکینی‌های اسپورت رو به فزونی نهاده‌است. عده‌ای از این روند را به عنوان تلاشی در جهت فروش جلوهٔ جنسی انتقاد کرده‌اند. شناگران زن معمولاً در مسابقات بیکینی نمی‌پوشند و در سال ۱۹۶۰ فدراسیون جهانی شنا (فینا) رقابت شناگران زن با پوشش بیکینی را ممنوع کرد.

### والیبال ساحلی

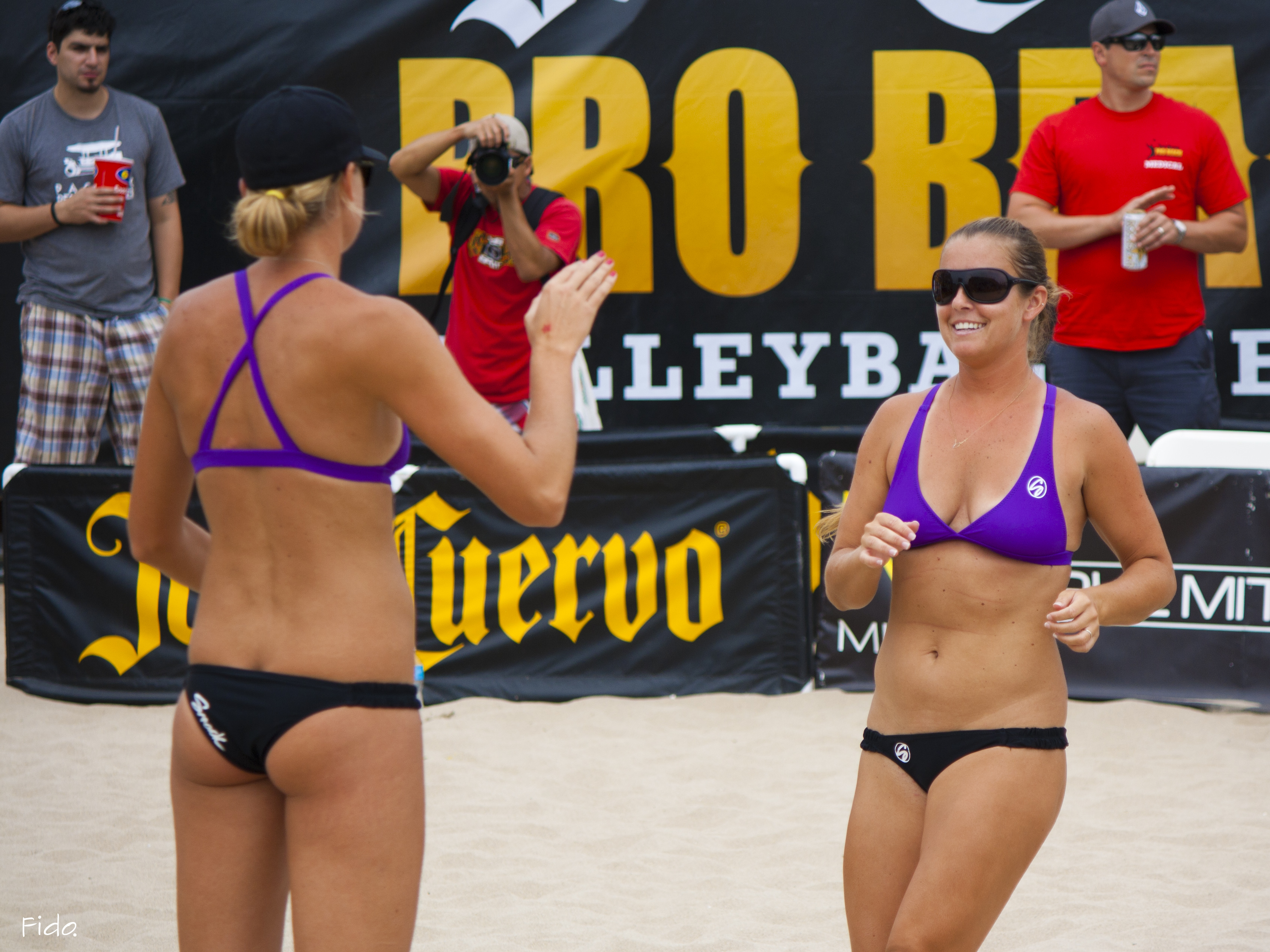
تیم ملی والیبال ساحلی آمریکا چندین مزیت بیکینی را، از جمله راحتی هنگام بازی روی شن در هوای گرم، به عنوان دلیل انتخاب آن به عنوان لباس رسمی این تیم ذکر می‌کند. در این عکس ملی‌پوشان والیبال ساحلی آمریکا جنیفر فاپما و بروک سوئت در لباس رسمی‌شان نمایش داده شده‌اند.

بیکینی در ۱۹۹۴ به‌عنوان لباس رسمی تیم‌های والیبال ساحلی در بازی‌های المپیک تابستانی زنان انتخاب شد. در ۱۹۹۹، فدراسیون بین‌المللی والیبال (FIVB) مقرراتی برای لباس‌های رسمی تدوین و پوشیدن بیکینی را در مسابقات بانوان الزامی کرد. تکهٔ پایینی این بیکینی‌های استاندارد به «باسن‌گیر» موسوم است و اسم بازیکنان معمولاً در پشت آن نوشته می‌شود.
از این لباس رسمی برای اولین بار در بوندای بیچ سیدنی و در جریان بازی‌های المپیک تابستانی ۲۰۰۰ استفاده شد و انتقادهایی هم به آن وارد آمد. بااین‌حال، آمار تماشاگران تلویزیونی این بازی‌ها در رتبهٔ پنجم مسابقات آن دورهٔ المپیک قرار گرفت. به نوشتهٔ ای‌اس‌پی‌ان، جذابیت جنسی والیبالیست‌های بیکینی‌پوش در کنار مهارت‌های ورزشی ایشان باعث محبوبیت این بازی‌ها شده‌بود. همچنین در بسیاری از مسابقات ورزشی، از جمله المپیک، رقصنده‌ها و چیرلیدرهای بیکینی‌پوش تماشاچیان را در وقفه‌های بازی سرگرم می‌کنند. حتی لباس‌های والیبال داخل سالن به تقلید از بیکینی‌های والیبال ساحلی تنگ‌تر و کوچک‌تر شده‌اند.
با این‌حال، مقررات فدراسیون جهانی والیبال در مورد بیکینی با معضلاتی مواجه شد. برخی مسئولان ورزشی اجبار کردن بیکینی را نوعی سوءاستفاده می‌دانند و می‌گویند بیکینی‌ها در اقلیم‌های سردتر کاربردی نیستند. برخی ورزشکاران نیز انتقاداتی را نسبت به این مقررات وارد کرده‌اند. در بازی‌های آسیایی ۲۰۰۶ در دوحهٔ قطر، تنها یک کشور مسلمان – عراق – برای شرکت در مسابقات والیبال ساحلی زنان تیمی فرستاده بود، چرا که ورزشکاران مسلمان این پوشش را مناسب نمی‌دانستند و از پوشیدن بیکینی سرباز زدند. همچنین سرمای هوا در بازی‌های المپیک تابستانی ۲۰۱۲ به قدری بود که بازیکنان مجبور به پوشیدن پیراهن و شلوار شده‌بودند. کمی پیشتر از این مسابقات در سال ۲۰۱۲ فدراسیون جهانی والیبال اعلام کرده‌بود که بازیکنان می‌توانند از پوشش شورت (حداکثر سه سانتی‌متر بالای زانو) و تاپ‌های آستین داز استفاده کنند. سخنگوی فدراسیون، ریچارد بیکر، در این زمینه گفته بود: «برخی از کشورها الزامات فرهنگی و دینی خاصی دارند و نیاز است لباس‌های رسمی انعطاف‌پذیرتر باشند.»
امروزه بیکینی انتخاب اول بازیکنان و حامیان مالی آن‌ها است. تیم ملی والیبال ساحلی آمریکا چندین مزیت بیکینی را، از جمله راحتی هنگام بازی روی شن در هوای گرم، به عنوان دلیل انتخاب آن به عنوان لباس رسمی این تیم ذکر می‌کند. بازیکنانی چون ناتالی کوک و هالی مک پیک از انتخاب بیکینی به عنوان لباسی عملکردی در هوای گرم حمایت کرده‌اند. برندهٔ مدال طلای المپیک کری والش هم می‌گوید «من عاشق لباس رسمی‌مان هستم.» به گفتهٔ دیگر یکی دیگر از برندگان مدال طلای المپیک میستی می ترینور بیکینی از آزادی عمل بازیکنان کم نمی‌کند.
بااین‌همه برخی فمینیست‌ها انتخاب بیکینی به عنوان لباس رسمی این ورزش را مصداق شیءانگاری زنان دانسته‌اند. ملی‌پوش آمریکایی گابریل ریس بیکینی را لباسی ناراحت با «کلّی لاندن و وررفتن» توصیف می‌کند. بازیکنان متعددی در اثر کشیدگی زیاد عضلهٔ شکم مجروح شده‌اند و دیگرانی هم برای جلوهٔ بهتر در لباس رسمی ورزششان دست به علم جراحی بزرگ کردن پستان زده‌اند. ورزشکار استرالیایی نیکول سندرسون هم دربارهٔ رقصنده‌های بیکینی‌پوشی که تماشاچیان را بین وقفه‌های مسابقه سرگرم می‌کنند گفته‌است که «کم‌وبیش نوعی بی‌احترامی به ورزشکاران زن است. مطمئنم تماشاچیان مرد دوستش دارند ولی من آن را زننده می‌یابم.»
بنا به مطالعات متخصص خبرنگاری ورزشی کیمبرلی بیسل بر روی زاویهٔ دوربین در مسابقات والیبال ساحلی در المپیک ۲۰۰۴ سیدنی، ۲۰٪ درصد زاویه‌های بر روی سینه‌های بازیکنان زن و ۱۷٪ بر روی باسن ایشان تنظیم شده بود. به گفتهٔ او دلیی این امر این است که جاذبهٔ جنسی بازیکنان والیبال ساحلی از مهارت‌های ورزشی ایشان در محبوبیت این ورزش تأثیر بیشتری دارن.
خبرنگار ورزشی جین موس هم گفته‌است که «بازیکنان والیبال ساحلی به همراه دخترهای رقاص «حمله حمله» تنها دو کسانی هستند که پوشیدن بیکینی برایشان لباسی رسمی و الزامی است.» ملی‌پوش بریتانیایی دنیس جانز نیز گفته‌است که هدف فدراسیون جهانی والیبال از الزامی کردن بیکینی «سکسی بودن» و جلب توجه است. روبن آکوستا، رئیس فدراسیون جهانی والیبال، هم تصدیق کرده‌است که بیکینی این ورزش را برای تماشاچیان جذاب‌تر کرده‌است.

### بدن‌سازی
از دههٔ ۱۹۵۰ تا میانهٔ دههٔ ۱۹۷۰ مسابقاتی تحت عنوان زیبایی زنان یا میس بیکینی در حاشیهٔ مسابقات بدن‌سازی مردان برگزار می‌شد و برندگان عناوینی را چون دوشیزهٔ زیبایی بدن، دوشیزهٔ تناسب اندام، و دوشیزهٔ آمریکانا می‌شدند و در مراسم اهدای جوایز مدال قهرمانی را به گردن برندگان مرد می‌انداختند. در دههٔ ۱۹۸۰، برگزاری مسابقات میس المپیا در آمریکا و بریتانیا شروع شد و انجمن ملی بدنسازان آماتور (آمریکا) نام مسابقات میس بیکینی را به میس یونیورس تغییر داد. در ۱۹۸۶، مسابقات میس یونیورس به دو بخش «فیزیک» (برای بدن‌های عضلانی‌تر) و «فیگور» (برای بدون‌های سنتی زنانه، معمولاً در کفش‌های پاشنه‌بلند) تقسیم شد.
در نوامبر ۲۰۱۰ فدراسیون جهانی بدن‌سازی و تناسب‌اندام (IFBBF) مسابقه‌ای با عنوان بیکینی آغاز کرد که مختص زنانی است که نمی‌خواهند اندامشان را تا سطح مسابقات فیگور پرورش دهند.
همچنین در مسابقات بدن‌سازی زنان با پخش تلویزیونی در آمریکا پوشیدن شورت بندی یا مایوی رکابی ممنوع است، بااین‌حال برخی سازمان‌های بدن‌سازی در مسابقات بسته به شرکت‌کنندگان اجازه می‌دهند با این پوشش‌ها به روی صحنه حاضر شوند.

### ورزش‌های دیگر
|                                                                                             |  |  |
| ورزشکار پرش ارتفاع کروات بلانکا ولاشیچ (راست) و دوندهٔ بلغار ایوت لالوا، (چپ) در ۲۰۰۹ برلین. |  |  |

زنان ورزشکار در رشته‌های دو و میدانی غالباً بیکینی‌هایی شبیه به بیکینی‌های معمول در والیبال ساحلی به تن می‌کنند. ایمی اکاف، ورزشکار پرش ارتفاع آمریکایی، در بازی‌های المپیک تابستانی ۲۰۰۰ به جای لباس دوومیدانی بیکینی چرمی سیاه‌رنگی پوشید.
فلورنس گریفیت-جوینرِ دونده نیز در بازی‌های المپیک تابستانی ۱۹۸۸ با ترکیب شورت بیکینی و ساپورتهای تک‌پایی توانست توجه بسیاری را به خود جلب کند.
در بازی‌های پاسیفیک سال ۲۰۰۷ قوانین تغییر داده شدند تا ورزشکاران بتوانند به جای بیکینی از لباس‌های پوشیده‌تر استفاده کنند.
در بازی‌های غرب آسیایی ۲۰۰۶ نیز برگزارکنندگان پوشیدن شورت‌های بیکینی را از سوی زنان ورزشکار ممنوع کردند و از ایشان خواستند که شورت‌های بلندتری به تن کنند.
در موج‌سواری شورت‌های بندی و دیگر لباس‌های بدن‌نما معمولند، با این حال بیکینی‌های موج‌سواری معمولاً از بیکینی‌های
معمولی پوشیده‌تر و پابرجاترند.
در سپتامبر ۱۹۸۱ مجلهٔ سرفینگ مگزین تصویری از کیمبرلی هرین، پلی‌میت مارس ۱۹۸۱، منتشر کرد که با بیکینی بدن‌نمایی در حال موج‌سواری بود. این مجله بعدها دست به انتشار نسخهٔ سالانهٔ ویژهٔ بیکینی زد.
لیگ جهانی موج‌سواری هم معمولاً در کنار مسابقات موج‌سواری زنان مسابقات نمایشی بیکینی برگزار می‌کند که باعث می‌شود شرکت کنندگان به دو دسته تقسیم شوند.
معمولاً جوایز مالی مسابقات نمایشی بیکینی از مسابقات موج‌سواری بیشتر است.

## ایده‌آل‌های بدنی

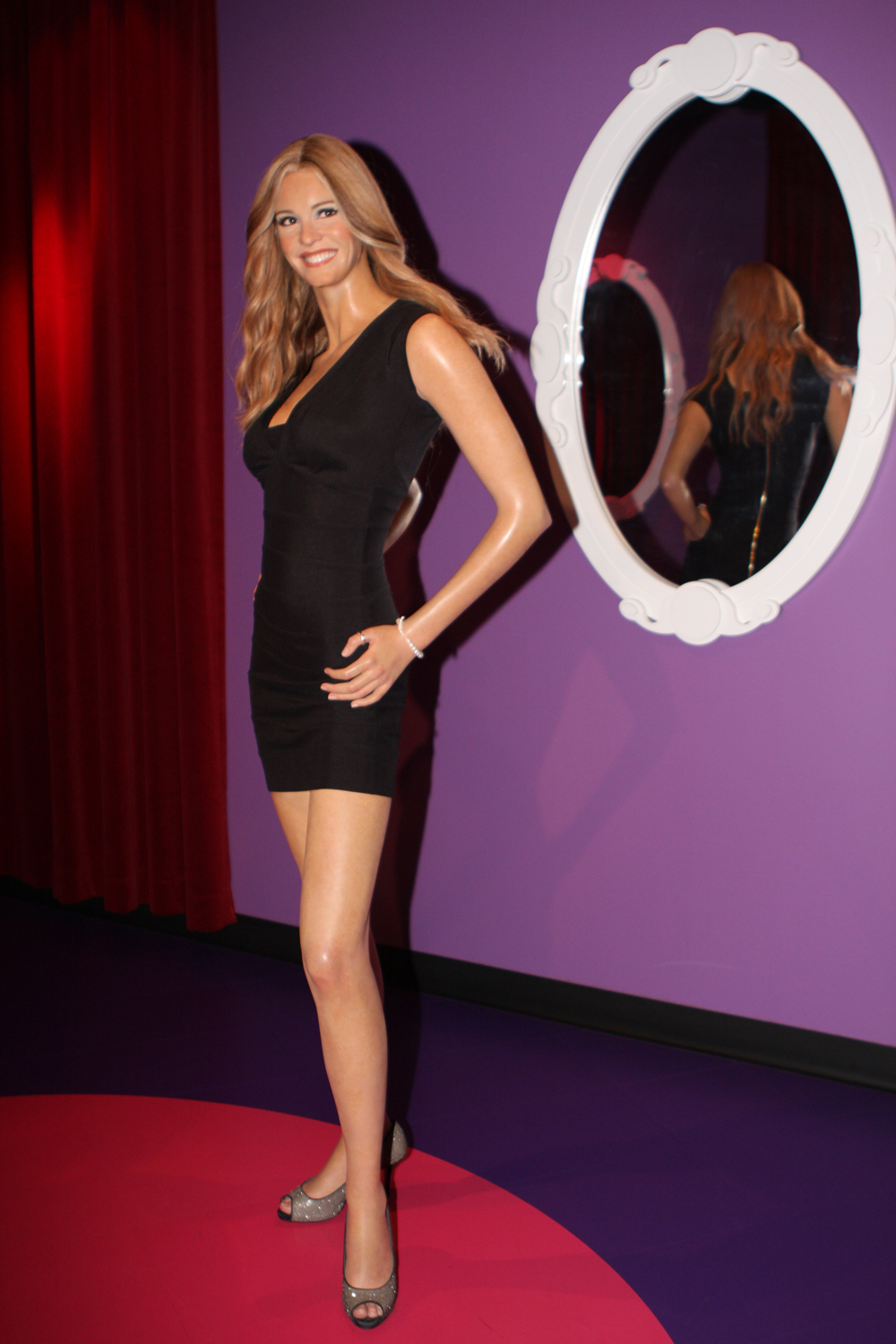
مجسمهٔ مومی الی مک‌فرسن که او را نمونهٔ بارز بدن ایده‌آل بیکینی می‌دانند.

در سال ۱۹۵۰ فِرِد کول، صاحب کول آو کلیفرنیا، در مصاحبه‌ای با مجلهٔ تایم می‌گوید «بیکینی‌ها برای زنان نحیف فرانسوی طراحی شده‌اند» و «از آنجا که دختران فرانسوی پاهای کوتاهی دارند… مایوها را باید از طرفین تا می‌شود بالا آورد تا پاهایشان بلندتر به نظر برسد.»
گزارشی در سال ۱۹۶۱ در نیویورک تایمز هم خبر از نظری می‌دهد مبنی بر اینکه بیکینی برای کسانی روا است که «نه خیلی لاغر باشند و نه خیلی چاق.»
در دههٔ ۱۹۶۰ منتقد اتیکت امیلی پُست می‌نویسد «[بیکینی] فقط برای هیکل‌های بی‌عیب است و برای افراد خیلی جوان.»
در کتاب بیکینی نوشتهٔ کلی کیورن بنسیمون، طراح مایوی آمریکایی نورما کمالی می‌گوید «کسانی که خیک دارند» نباید بیکینی بپوشند.
از آن زمان، گروهی از طراحان بیکینی زنان در سن‌ها و با گونه‌های بدنی مختلف را تشویق به پوشیدن بیکینی کرده‌اند.
دههٔ ۱۹۷۰ همزمان بود با گسترش مفهوم لاغری ایده‌آل که تا به امروز هم محبوب مانده‌است.
رونق آمادگی جسمانی و تناسب اندام در دههٔ ۱۹۸۰ سبب یکی از بزرگ‌ترین جهش‌ها در تکامل بیکینی شد. به قول میلز «خط ران کلی بالا آمد، خط جلو کلی پایین رفت، و بندها کلی باریک شدند.» مجله‌های زنان دست به استفاده از عبارت «شکم بیکینی» زدند،
و برنامه‌های تمرینات بدنی برای ساخت «بدنی آمادهٔ بیکینی» عرضه شدند.
بیکینی‌هایی کوچک از جنس اسپندکس تا متقاضیان این ایده‌آل بدنی سخت را راضی کنند.
فیلم‌هایی چون تصادف آبی و مجموعه‌های تلویزیونی واقع‌نمایی چون سرف گرلز مفاهیم مدل‌های بیکینی و ورزشکاران را در هم تنیدند و بر این ایده‌آل بدنی دامن زدند.
برخی زنان، به انگیزهٔ عیدهای سالانهٔ تعطیلات بهاری، که نشان آغاز فصل بیکینی در آمریکای شمالی است،
برای دستیابی به بدن ایده‌آل بیکینی دچار اختلال خوردن می‌شوند.
در سال ۱۹۹۳ سوزی مِنکِز، دبیر فشن وقت در اینترنشنال هرالد تریبیون، از زنان می‌خواهد علیه «ایده‌آل بدنی» و «در معرض دید بودن» بیکینی «شورش» کنند. به نوشتهٔ او «به‌طور قابل ملاحظه‌ای بعضی از زیباترین و جوانترین زنان، که زمانی تنها کسانی بودند که جرئت عریان شدن را داشتند، در خیابان‌ها و ساحل‌ها تصمیم گرفته‌اند که در معرض دید بودن به پایان کارش رسیده‌است.»
بااین‌حال والیبالیست حرفه‌ای گابریل ریس، که با بیکینی در مسابقات حاضر می‌شود، «اعتماد به نفس» را برای سکسی نمودن بیکینی کافی می‌داند.
پژوهشی هم که به‌سفارش شرکت تحویل خانگی انگلیسی دایت شِف صورت گرفت نتیجه می‌گیرد که زنان باید تا سن ۴۷ سالگی بیکینی پوشیدن را ترک کنند. برنامهٔ امروز کانال ان‌ی‌سی این پژوهش را پوشش داد و مجلهٔ مور آن را هجو کرد.

## لباس زیر بیکینی
در بازار لباس‌های زیر مردانه و زنانه‌ای موجود است که به «لباس زیر بیکینی» موسومند. شکل و اندازهٔ لباس‌های زیر بیکینی زنانه مشابه شکل و اندازهٔ بیکینی معمولی است و در کل می‌تواند به هر گونه لباس زیری اشاره کند که در بخش شکم پوشیدگی کمتری نسبت به لانژری و شورت زنانه داشته باشد و معمولاً همراه با تاپ کوتاه پوشیده می‌شود.
شورت بیکینی مردانه لباس‌های زیری هستند که از شورت اسلیپ سنتی کوچکتر و بدن‌نماترند. این لباس‌های زیر می‌توانند بغل کوتاه یا بلند داشته باشند ولی معمولاً پایین‌تر از دور کمر (معمولاً در ارتفاع کفل) قرار می‌گیرند و جیب، دکمه، یا آویز ندارند.
در شورت‌های بیکینی بندی نیز تکه‌های جلویی و پشتی در کشاله به هم متصلند ولی در دور کمر از هم جدایند و در طرفین ران پوشیدگی ندارند.
از آنجا که لباس زیر و لباس شنا هر دو لباس چسبان هستند، در طراحی آن‌ها اصول یکسانی در نظر گرفته می‌شود. تفاوت اصلی بین لباس زیر و لباس شنا این است که لباس شنا قرار است در معرض دید عموم قرار بگیرد.
طرح لباس‌های شنا از گذشته تا به امروز تابع طرح لباس‌های زیر بوده‌است
و همزمان با تغییر نگرش‌ها به بیکینی، طرح لباس‌های زیر نیز دستخوش تغییراتی شد که آن را به سوی مینیمالیسم و تأکید بر اهمیت راحتی سوق داد.

### تاریخچه
همزمان با روند تکامل و تغییر لباس شنا، لباس زیر دستخوش تغییراتی شد. از ۱۹۰۰ تا ۱۹۴۰، طول لباس شنا به تبع طرح لباس زیر تغییر کرد.
در دههٔ ۱۹۲۰، استفادهٔ زنان از کرست (شکم‌بند سنتی) رو به کاستی نهاد. همزمان شرکت کادول پاریس لباس زیری موسوم به «کرست پستان» به بازار عرضه کرد.
در طی رکود بزرگ تولید شورت و پستان‌بند از پارچه‌های ارتجاع‌پذیر آغاز شد تا لباس‌های زیر مانند پوست دوم به بدن بچسبند. در دههٔ ۱۹۳۰ مدل‌های جدید لباس شنا در اروپا بر لباس‌های زیر مردانه و زنانه در آمریکا تأثیر گذاردند. بااین‌که خط کمربند این شورت‌های هنوز بالای ناف قرار داشت، برش درز ران به شکل کمانی بود که از زیر کشاله تا مفصل لگن ادامه داشت. این الگوی شورت قالبی برای غالب مدل‌های شورت زنانه و مردانه تا انتهای قرن بیستم بود.
شرکت وارنر استاندارد اندازه سینه‌بند را در سال ۱۹۳۵ معرفی کرد. نخستین سینه‌بند فنری نیز در ۱۹۳۸ به بازار عرضه شد.
در اواخر دههٔ سی میلادی شورت مردانهٔ اِسْکَنْت به بازار آمد که برش درز ران بسیار کوچکی داشت و خط کمربند آن پایین‌تر بود.
در ۱۹۴۳، هوارد هیوز گونه‌ای سینه‌بند جک‌دار طراحی کرد تا جین راسل آن را در فیلم یاغی بپوشد؛ بااین‌حال راسل در مصاحبه‌ها گفته‌است که هرگز آن «اختراع سرهم‌بندی‌شده» را نپوشیده‌است. در سال ۱۹۵۰، میدنفورم رسماً اولین سوتین برای جلوهٔ بزرگتر بالاتنه را به بازار معرفی کرد.
تا دههٔ ۱۹۶۰، لباس شنای بیکینی بر طرح شورت اثر گذارده بود و با پدید آمدن برش جدید شلوارهای فاق‌کوتاه جین و پارچه‌ای همزمان بود.
در دههٔ هفتاد میلادی و با معرفی شلوارهای جین چسبان، شورت‌های بندی محبوبیت یافتند، چراکه رد آن‌ها از روی شلوار معلوم نمی‌شد. در دههٔ ۱۹۸۰ شورت‌های دوخت فرانسه خط کمر و برش درز ران را تا خط کمربند واقعی بالا بردند، ولی پشت آن‌ها معمولاً پوشیده بود.
طرح شورت‌ها در ربع پایانی قرن بیستم، مانند طرح سوتین‌ها و دیگر انواع لانژری، بدواً به‌منظور تأکید بر جذابیت‌های جنسی به بازار عرضه می‌شد.
همزمان «شهوانی‌سازی» فرم بدن مردانه نیز رونق یافت و بدین منظور برندهایی چون کلوین کلاین با همکاری عکاسانی چون بروس وبر و هرب ریتس کارزارهایی تبلیغاتی راه انداختند.
بازاریابی لباس‌های زیر مردانه با هدف مصرف انبوه صورت می‌گرفت و طرح لباس‌های شنا و ورزشی تاثیرگرفته از عکاسی ورزشی و بدن‌سازی بود.
با گذر زمان، تأثیر متقابل لباس‌های زیر، لباس‌های شنا، و لباس‌های ورزشی بر یکدیگر منجر به پیدایش مد معاوضه‌پذیر سال‌های دههٔ ۱۹۹۰ شد.

## بیکینی مردانه

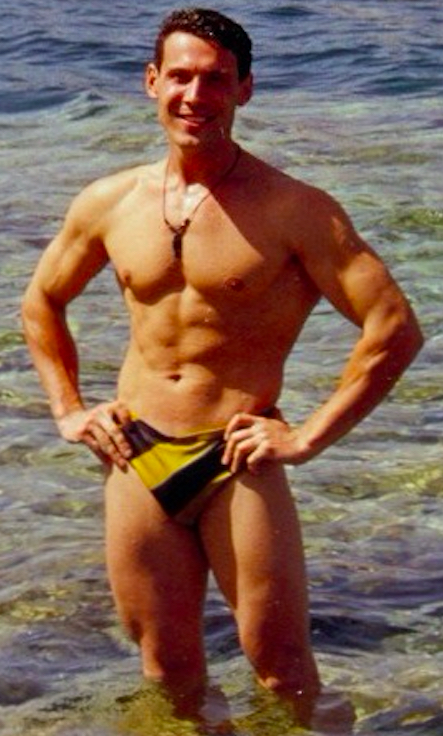
بیکینی مردانه

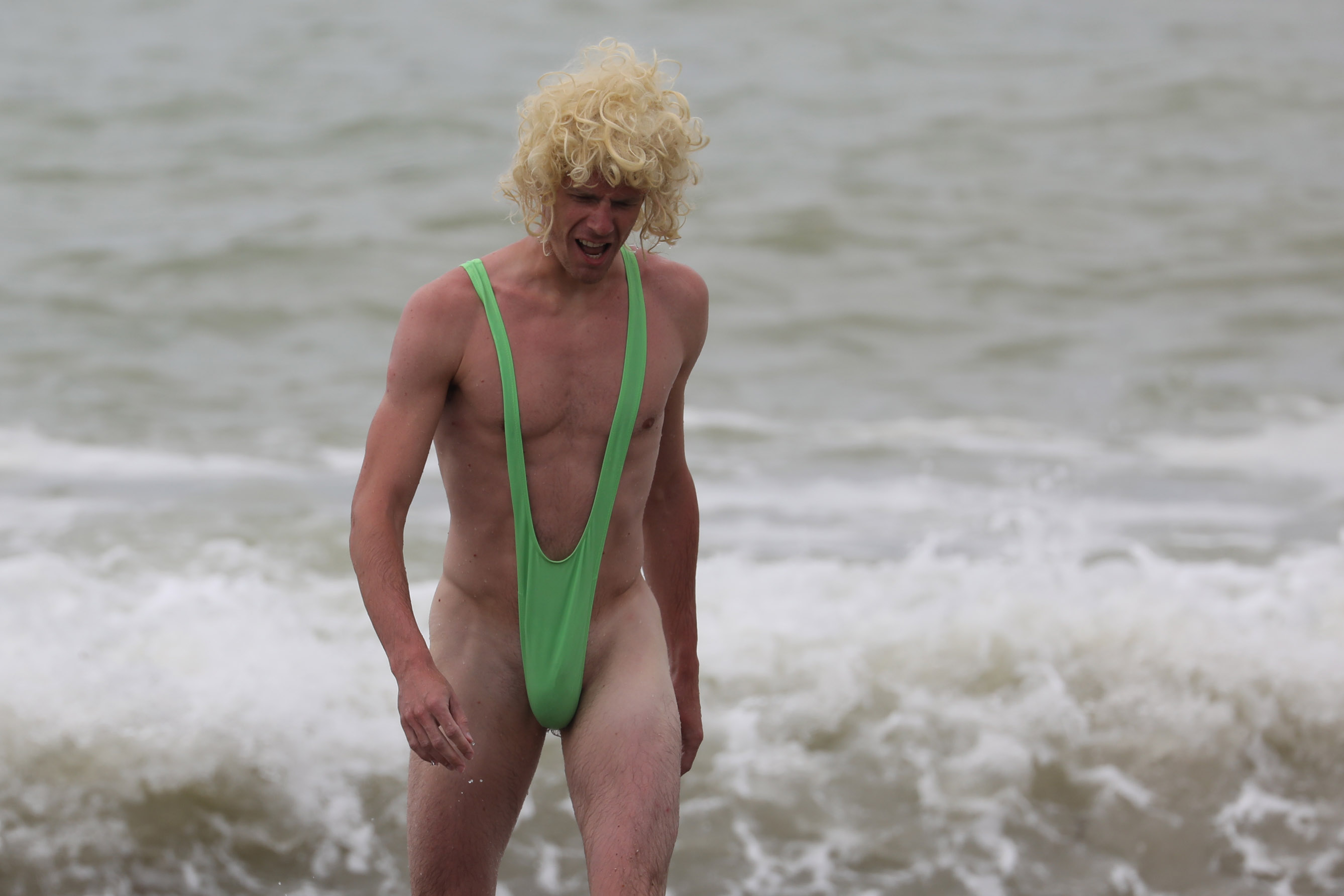
مردی در منکینی به شیوهٔ برات

گاه از عبارت بیکینی مردانه برای اشاره به مایوهای اسلیپ استفاده می‌شود. قسمت بغل این بیکینی‌ها ممکن است کوتاه یا بلند باشد یا اصلاً بندی، گره‌ای، یا توری باشد. بیکینی‌های مردانه معمولاً دکمه یا آویز جلو ندارند. برخلاف مایوهای شنا، بیکینی‌های مردانه برای کاهش اصطکاک طراحی نشده‌اند و فاقد بند تنبان قابل رؤیتند. در کل مایوهایی که عرض بغل آن‌ها از ۱٫۵ اینچ (حدود ۴ سانتی‌متر) کمتر است برای شنا مناسب نیستند و بیشتر به کار تفریح، مُد، یا حمام آفتاب گرفتن می‌آیند. شورت‌های فیگورگیری در مسابقه‌های بدن‌سازی نمونه‌ای از این گونه شورت‌هاست.
گاه مردان هم بالاتنهٔ بیکینی را، معمولاً با هدف ایجاد شوخی بصری، می‌پوشند. برای مثال مَنْکینی (به انگلیسی: mankini) گونه‌ای مایوی مردانه با بندهایی شبیه بند برتل است که پس از پوشیده شدن در فیلم بُرات از سوی ساشا بارون کوهن محبوبیت یافت.

## موزدایی بیکینی
موزدایی بیکنی حذف موهای زهاری است که بیرون از خط بیکینی می‌رویند.
نمایان شدن موهای زهار در بسیاری از فرهنگ‌ها ناپسندیده و شرم‌آور پنداشته می‌شود و معمولاً این موهای زاید را حذف می‌کنند.
با اشاعهٔ محبوبیت بیکینی‌ها، مقبولیت موهای زهار رو به نقصان نهاد.
با این حال، گونه‌های خاصی از مایوهای زنانه هستند که بخشی از موهای زهار را نمایان می‌سازند. کوچک شدن هرچه بیشتر مایوها، خصوصاً پس از ظهور بیکینی در سال ۱۹۴۵، موزدایی بیکینی هم محبوب ساخت.
شیوه‌ای خاص از موزدایی بیکینی هم موسوم به «اپیلاسیون برزیلی» با ظهور شورتِ بندی محبوب شد.
چندین شیوهٔ موزدایی بیکینی هست که می‌توان بسته به نوع شورت بیکینی و مساحت عریانی بیرون آن یکی را انتخاب کرد.
معمول‌ترین این شیوه‌ها عبارتند از: اپیلاسیون آمریکایی (حذف موهای زهار در طرفین، بالای ران، و زیر ناف)، اپیلاسیون فرانسوی (که در آن تنها یک نوار باریک در جلو باقی می‌ماند)، و اپیلاسیون برزیلی (حذف همهٔ موهای زهار که به‌ویژه برای شورتِ بندی به‌کار می‌رود).

## برنزهٔ بیکینی

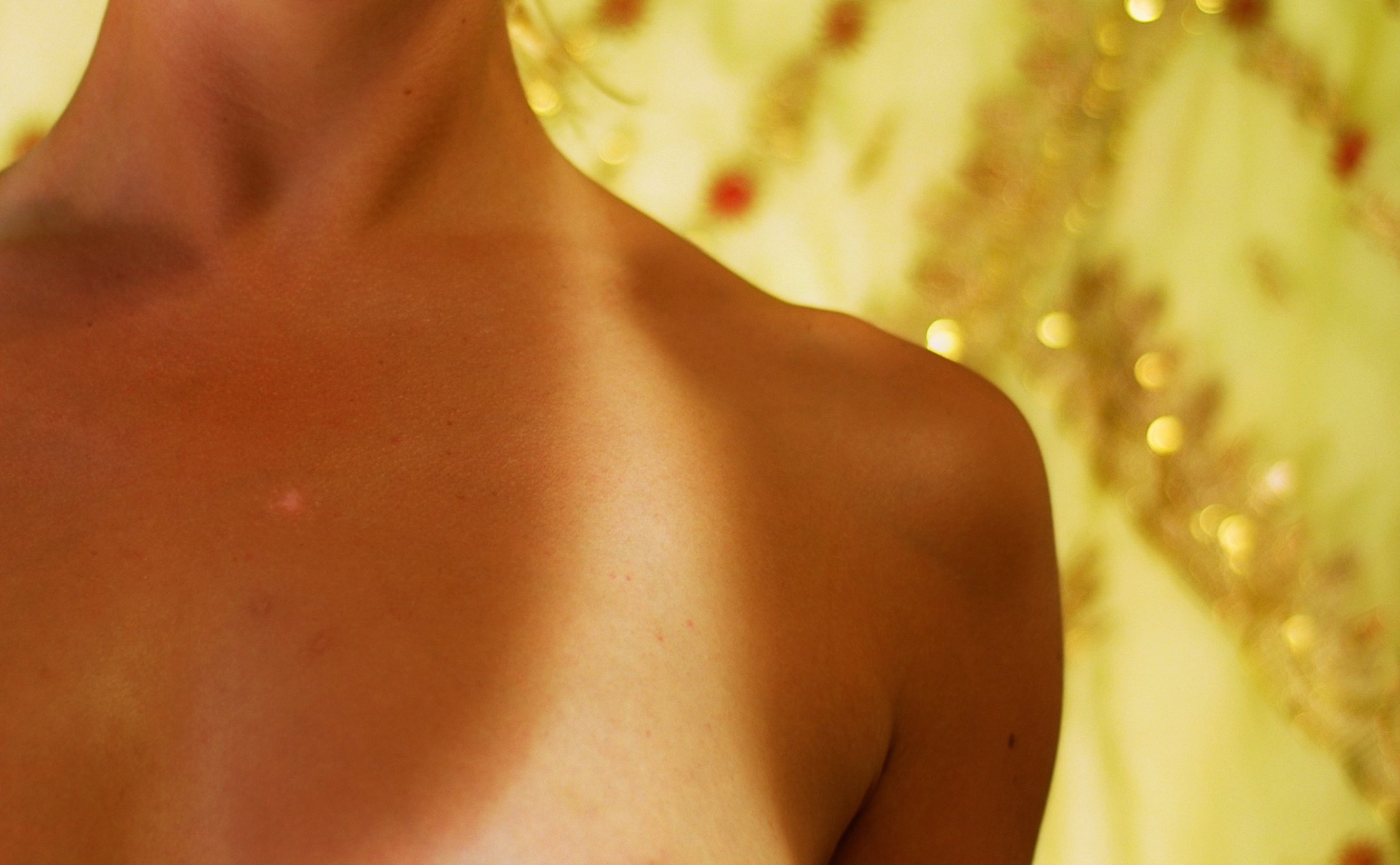
خطوط برنزه‌نشده ایجادشده در اثر بیکینی

خطوط برنزه‌نشده‌ای که پوشیدن بیکینی به هنگام حمام آفتاب پدیدمی‌آورد، به برنزهٔ بیکینی موسومند. برای جلوگیری از پدید آمدن این الگوها، در سال ۱۹۶۹ گونه‌ای بیکینی اختراع شد که پارچه‌اش هزاران منفذ ریز دارد. این منافذ با چشم غیرمسلح دیده نمی‌شوند، ولی به‌اندازه‌ای نور آفتاب را از خود گذر می‌دهند که خط برنزه‌نشده‌ای برجا نماند.
نظربه‌اینکه بیکینی غالب پوست بدن را مقابل تابش فرابنفش عریان رها می‌کند، برنزه کردن بیش‌ازحد ممکن است به آفتاب‌سوختگی، سرطان پوست، و دیگر اختلال‌های مرتبط با پوست، چشم، و دستگاه ایمنی بینجامد.
ازاین‌رو، سازمان‌های پزشکی به بیکینی‌پوشان پیشنهاد می‌کنند تا به‌منظور پیشگیری از آفتاب‌سوختگی، سرطان پوست،
چروک، و افتادگی پوست
از کرم‌های ضدآفتاب گسترده‌اثر استفاده نمایند. با این وجود ممکن است برخی مواد کرم‌های ضدآفتاب در صورت نفوذ به پوست در درازمدت آثار مخربی داشته باشند.

## یادداشت
1. ↑  Anne Cole
2. ↑  atome
3. 1 2  Cole of California
4. ↑  Modern Girl Magazine
5. ↑  Hays Code
6. ↑  Manina, la fille sans voiles
7. ↑  Olivier Saillard
8. ↑  Jamie Fox
9. ↑  Gina Bellafonte
10. ↑  Beth Dincuff Charleston
11. ↑   Susan Rosen
12. ↑  tie-side
13. ↑  tear-drop
14. ↑  pubikini
15. ↑  Glen Tororich
16. ↑  Brandi Perret-DuJon
17. ↑  camkini
18. ↑  bun-hugger
19. ↑  Richard Baker
20. ↑  Kimberly Bissell
21. ↑  Miss Body Beautiful
22. ↑  Miss Physical Fitness
23. ↑  Miss Americana
24. ↑  Kymberly Herrin
25. ↑  The Bikini Book by Kelly Killoren Bensimon
26. ↑  Cadole company
27. ↑  breast girdle
28. ↑  Warner
29. ↑  skants
30. ↑  push-up bra

1. ↑  کت‌وشلوار قدرت یا power suit مدی در دههٔ ۱۹۸۰ بود که هدفش ایجاد اقتدار برای زنان در سمت‌های اداری یا سیاسی بود که پیشتر انحصارا در اختیار مردان بودند.